# Mănăstirea Bascovele
Mănăstirea Bascovele este o mănăstire din România situată în apropierea comunei Drăganu, județul Argeș.